# Heinrich Bernds
Heinrich Bernds (* 14. Juli 1901 in Dinslaken; im April 1945 in Kurland verschollen, Todeserklärung zum 31. Dezember 1945) war ein deutscher reformierter Geistlicher.

## Leben
Der als achtes Kind eines Gärtnereibesitzers geborene Heinrich Bernds begann nach dem Abschluss der Städtischen Oberschule Oberhausen im Jahr 1921 mit dem Studium der Wirtschafts- und Sozialwissenschaften in Köln. Er setzte sein Studium in Bonn und Wien fort und promovierte 1927 in Innsbruck zum Doktor rerum politicarum. Durch Karl Barth beeinflusst absolvierte Bernds ab 1928 das Studium der Theologie in Bonn, Münster, Elberfeld und in Halle (Saale). Sein Vikariat leistete Bernds in Nordhorn und Uelsen und war von April 1934 bis März 1935 als Hilfsprediger der evangelisch-reformierten Gemeinde Frankfurt am Main tätig.
Von Frankfurt aus gelangte Bernds zurück nach Uelsen, wo er Pfarrer wurde und enge Kontakte zu Peter Schumacher unterhielt. Als beide nach der nationalsozialistischen Machtergreifung im Deutschen Reich während des Kirchenkampfs in Konflikt miteinander gerieten, schloss sich Bernds dem Kreis um den Schüttorfer Pfarrer Friedrich Middendorff an. Wenig später geriet Bernds durch Kritik am Nationalsozialismus und der „Judenfrage“ in Konflikt mit der Reichsführung. Nach einem Gemeindebesuch denunziert, verurteilte ihn ein Sondergericht in Celle im November 1940 zu 18 Monaten Gefängnis wegen „Vergehen gegen das Heimtückegesetz“. Bernds wurde seines Amtes enthoben und ein Berufsverbot ausgesprochen, so dass er als Vater dreier Kinder im Anschluss an seine Haftstrafe der Wehrmacht beitrat. Als Soldat wurde Bernds an der kurländischen Ostfront eingesetzt, wo er in den letzten Monaten des Zweiten Weltkriegs im April 1945 verschollen ging. Am 17. August 1951 wurde die Todeserklärung ausgestellt, der Todestag datiert auf den 31. Dezember 1945.